# Ternstroemia lineata
Ternstroemia lineata är en tvåhjärtbladig växtart. Ternstroemia lineata ingår i släktet Ternstroemia och familjen Pentaphylacaceae.

## Underarter
Arten delas in i följande underarter:
- T. l. chalicophila
- T. l. lineata